# Гиндеев, Баатр Александрович
Баа́тр Алекса́ндрович Гинде́ев (род. 25 июля 1969, поселок Аршань-Зельмень, Сарпинский район, Калмыцкая АССР, РСФСР, СССР) — сотрудник МВД России, полковник полиции. Министр внутренних дел по Республике Калмыкия (с 2011 года).
В 2011—2013 годах был единственным действующим руководитель регионального ведомства внутренних дел в России — обладателем звания Героя Российской Федерации.

## Биография
Баатр Гиндеев родился 25 июля 1969 года в поселке Аршан-Зельмень Сарпинского района Калмыцкой АССР. По национальности — калмык. В 1986 году, после окончания средней школы в родном посёлке, решил связать свою дальнейшую судьбу со службой в Вооруженных Силах СССР. Для этого. он поступил в Коломенское высшее артиллерийское командное училище, которое успешно окончил в 1990 году.
Начинал службу в Воздушно-десантных войсках, в качестве командир взвода управления самоходно-артиллерийской батареи в Закавказском военном округе (Азербайджан). Однако, военная служба оказалась недолгой — уже в 1992 году воинская часть, где служил Гиндеев, была расформирована, а сам он был уволен из армии «по организационно-штатным мероприятиям». После увольнения, Баатр Александрович вернулся на родину, и стал работать тренером в спортивной секции.
В июне 1994 года он поступил на службу в органы Министерства внутренних дел РФ. Проходя службу в Специальном отряде быстрого реагирования Управления по борьбе с организованной преступностью при МВД Республики Калмыкия, Гиндеев последовательно работал стажером, оперуполномоченным, командиром отделения СОБР.
В составе сводного отряда СОБР, Гиндеев участвовал в боях Первой чеченской войны. В декабре 1995 года он отличился во время обороны железнодорожного вокзала чеченского города Гудермеса. Тогда крупные силы боевиков вошли в город и пытались захватить здание вокзала, в надежде раздобыть оружие и обмундирование, так как в этом здании размещались несколько подразделений милиции и ФСБ, а также имелся крупный склад вооружения. В результате ожесточенных боёв, продолжавшихся почти 10 суток, удалось сдержать оборону, заставив отступить боевиков, понесших большие потери. Баатр Гиндеев в ходе столкновения получил сильную контузию, но последнего оставался на передовой и продолжал бой.
В командировку на вторую чеченскую войну майор Гиндеев поехал уже будучи заместителем командира Калмыцкого СОБРа и возглавляя сводный отряд. В конце 1999 — начале 2000 года он лично участвовал в 40 спецоперациях. Также, отряд показал высокие боевые качества при штурме Грозного. В бою 7-8 января 2000 года во главе группы Гиндеев захватил господствующее над местностью здание и удерживал его, отразив несколько атак противника. Когда из окруженного Грозного вырвалась банда крупного полевого командира Арби Бараева, отряду СОБР совместно с подразделением Внутренних войск была поставлена задача по её преследованию и уничтожению. Боевики были настигнуты в селе Алхан-Кала. Майор милиции Баатр Гиндеев во главе группы, используя фактор внезапности, ворвался в село, в результате чего милиционеры нанесли боевикам тяжелые потери, уничтожив несколько десятков боевиков. Уцелевшие бандиты бежали из села, бросив раненых и тела убитых. В одном из боев Гиндеев был ранен, но несмотря на это, вновь остался в строю до выполнения боевой задачи.
4 июля 2000 года, Указом Президента Российской Федерации, майору милиции Гиндееву Баатру Александровичу было присвоено звание Героя Российской Федерации, с формулировкой: «за мужество и героизм, проявленные в ходе контртеррористической операции в Северо-Кавказском регионе». Свою заслуженную награду, Гиндеев получал в Кремле уже в звании подполковника милиции.
В 2001 году, будучи заместителем командира Специального отряда быстрого реагирования (СОБР), поступил в Академию Управления МВД Российской Федерации. После окончании Академии в 2004 году, он вернулся в родное ведомство и был назначен на должность заместителя Министра внутренних дел — начальника милиции общественной безопасности Республики Калмыкия. В этой должности Гиндеев принимал активное участие и сыграл значительную роль в предотвращении массовых межэтнических беспорядков в селе Яндыки (Астраханская область) в августе 2005 года, когда произошел конфликт между калмыцким и чеченским населением. Также, предотвратил столкновения в селе Воробьевка (Республика Калмыкия) в октябре 2006 года (конфликт между русским и дагестанским населением).
С весны 2010 года, Баатр Гиндеев фактически исполнял обязанности Министра внутренних дел Калмыкии, замещая находящегося на больничном генерал-майора Анатолия Журавлёва. По мнению ряда СМИ, Журавлёв самоустранился от дел под давлением со стороны руководства республики, в связи со скандалом в дежурной части элистинского УВД, где 23 января 2010 года произошла драка между офицерами МВД и ФСБ.
Указом Президента Российской Федерации № 1243 от 26 июля 2011 года Баатр Александрович Гиндеев назначен министром внутренних дел по Республике Калмыкия. 11 августа он был официально представлен Министром внутренних дел России Рашидом Нургалиевым личному составу МВД республики.
3 июля 2013 года Баатр Гиндеев подал рапорт об отставке по собственному желанию. 1 августа 2013 г. президент РФ подписал указ об освобождении от должностей ряда генералов юстиции, полиции и внутренних войск, в том числе Баатра Гиндеева.

## Награды
- Герой Российской Федерации (4 июля 2000 года)
- орден Мужества (1996)
- медаль ордена «За заслуги перед Отечеством» II степени
- медали

## Интересные факты
- Ежегодно в Элисте, начиная с 2000 года проводится турнир по футболу на призы Героя России, министра внутренних дел Калмыкии Баатра Гиндеева, в котором участвуют команды со всех районов республики[13].
- 8 ноября 2012 года, Гиндеев участвовал в открытии в Элисте памятной доски с барельефом Героя Российской Федерации Магомед-Казима Гайирханова погибшего 12 сентября 2010 года в результате спецоперации по освобождению заложников. Баатр Александрович, вспоминая своего боевого товарища, рассказал о совместной службе с Гайирхановым, а также о том, каким уважением и авторитетом пользовался он среди своих коллег[14].
- В Элисте на Аллее героев установлен барельеф Баатра Гиндеева.